# Maribyrnong, Victoria
Maribyrnong (/ˈmærəbərnɒŋ/) là một vùng ngoại ô 8 km về phía tây bắc Melbourne, Victoria, Úc. Khu vực chính quyền địa phương là thành phố Maribyrnong, một phần của khu vực River. Theo điều tra dân số năm 2016, Maribyrnong có dân số 12.216 người.
Maribyrnong được đặt của nó theo sông Maribyrnong giới hạn vùng ngoại ô về phía bắc và phía đông. Các ranh giới khác của nó là đường Williamson, đường Rosamond, đường Mephan và đường Owen về phía nam.
Maribyrnong có Trung tâm mua sắm Highpoint, một trong những trung tâm mua sắm lớn nhất của Úc.